# Distretto di Gediz
Il distretto di Gediz (in turco Gediz ilçesi) è un distretto della provincia di Kütahya, in Turchia.

## Amministrazioni
Al distretto appartengono 15 comuni e 47 villaggi.

### Comuni
| - Gediz (centro) - Akçaalan - Altinkent - Cebrail - Erdoğmuş - Eskigediz - Fırdan - Gökler | - Gümele - Gürlek - Kayaköy - Üzümlü - Yenikent - Yeşilçay - Yunuslar |